# Memphis Open 2017 - Qualificazioni singolare
Le qualificazioni del singolare del Memphis Open 2017 sono state un torneo di tennis preliminare per accedere alla fase finale della manifestazione. I vincitori dell'ultimo turno sono entrati di diritto nel tabellone principale. In caso di ritiro di uno o più giocatori aventi diritto a questi sono subentrati i lucky loser, ossia i giocatori che hanno perso nell'ultimo turno ma che avevano una classifica più alta rispetto agli altri partecipanti che avevano comunque perso nel turno finale.

## Teste di serie
1. Peter Polansky (qualificato)
2. Benjamin Becker (ultimo turno, ritirato, Lucky loser)
3. Denis Kudla (primo turno)
4. Darian King (qualificato)

1. Elias Ymer (primo turno)
2. Tim Smyczek (qualificato)
3. Tatsuma Itō (ultimo turno, ritirato)
4. Matthew Barton (ultimo turno)

## Qualificati
1. Peter Polansky
2. Tim Smyczek

1. Matthew Ebden
2. Darian King

### Lucky loser
1. Benjamin Becker

## Tabellone

### Legenda
| - Q = Qualificato - WC = Wild card - LL = Lucky loser | - ALT = Alternate - SE = Special Exempt - PR = Protected Ranking | - w/o = Walkover - r = Ritirato - d = Squalificato |

### Sezione 1
|  | Primo turno | Primo turno           | Primo turno           | Primo turno | Primo turno |  |  | Ultimo turno | Ultimo turno   | Ultimo turno   | Ultimo turno | Ultimo turno |  |
|  |             |                       |                       |             |             |  |  |              |                |                |              |              |  |
|  | 1           | Peter Polansky        | Peter Polansky        | 6           | 6           |  |  |              |                |                |              |              |  |
|  | Alt         | Jeevan Nedunchezhiyan | Jeevan Nedunchezhiyan | 3           | 3           |  |  | 1            | Peter Polansky | Peter Polansky | 6            | 6            |  |
|  | WC          | Tommy Paul            | 3                     | 6           | 65          |  |  | 8            | Matthew Barton | Matthew Barton | 2            | 1            |  |
|  | 8           | Matthew Barton        | 6                     | 3           | 7           |  |  |              |                |                |              |              |  |

### Sezione 2
|  | Primo turno | Primo turno     | Primo turno     | Primo turno | Primo turno |  |  | Ultimo turno | Ultimo turno    | Ultimo turno    | Ultimo turno    | Ultimo turno |  |
|  |             |                 |                 |             |             |  |  |              |                 |                 |                 |              |  |
|  | 2           | Benjamin Becker | Benjamin Becker | 6           | 6           |  |  |              |                 |                 |                 |              |  |
|  | Alt         | Nikola Mektić   | Nikola Mektić   | 3           | 3           |  |  | 2            | Benjamin Becker | Benjamin Becker | Benjamin Becker |              |  |
|  | WC          | Scott Lipsky    | Scott Lipsky    | 2           | 3           |  |  | 6            | Tim Smyczek     | Tim Smyczek     | Tim Smyczek     | w/o          |  |
|  | 6           | Tim Smyczek     | Tim Smyczek     | 6           | 6           |  |  |              |                 |                 |                 |              |  |

### Sezione 3
|  | Primo turno | Primo turno   | Primo turno | Primo turno | Primo turno |  |  | Ultimo turno | Ultimo turno  | Ultimo turno  | Ultimo turno | Ultimo turno |  |
|  |             |               |             |             |             |  |  |              |               |               |              |              |  |
|  | 3           | Denis Kudla   | 64          | 6           | 1           |  |  |              |               |               |              |              |  |
|  | PR          | Matthew Ebden | 7           | 1           | 6           |  |  | PR           | Matthew Ebden | Matthew Ebden | 6            | 6            |  |
|  | Alt         | Brian Baker   | Brian Baker | 6           | 6           |  |  | Alt          | Brian Baker   | Brian Baker   | 2            | 4            |  |
|  | 5           | Elias Ymer    | Elias Ymer  | 4           | 4           |  |  |              |               |               |              |              |  |

### Sezione 4
|  | Primo turno | Primo turno   | Primo turno   | Primo turno | Primo turno |  |  | Ultimo turno | Ultimo turno | Ultimo turno | Ultimo turno | Ultimo turno |  |
|  |             |               |               |             |             |  |  |              |              |              |              |              |  |
|  | 4           | Darian King   | Darian King   | 6           | 6           |  |  |              |              |              |              |              |  |
|  | Alt         | Andrew Watson | Andrew Watson | 2           | 3           |  |  | 4            | Darian King  | 6            | 3            |              |  |
|  |             | James McGee   | 6             | 64          | 1           |  |  | 7            | Tatsuma Itō  | 1            | 0            | r            |  |
|  | 7           | Tatsuma Itō   | 4             | 7           | 6           |  |  |              |              |              |              |              |  |